# Dumbutu
Dumbutu (Schreibvariante: Dumbuto) ist eine Ortschaft im westafrikanischen Staat Gambia.
Nach einer Berechnung für das Jahr 2013 leben dort etwa 841 Einwohner, das Ergebnis der letzten veröffentlichten Volkszählung von 1993 betrug 749.

## Geographie
Dumbutu liegt in der Lower River Region im Distrikt Kiang West an der South Bank Road zwischen Wurokang und Sankandi. Wurokang liegt rund 3,8 Kilometer nordnordwestlich und Sankandi rund 6,3 Kilometer südlich.
In Dumbutu ist einer der Eingänge des Kiang West National Parks, er ist an dem Fernstraßennetz Gambias am besten angeschlossen.

## Kultur und Sehenswürdigkeiten
Bei Dumbutu sind mehrere Kultstätten bekannt:
- Sitanding Wuleng: heiliges und religiöses Grab
- Soto Jamba Wuleng: heiliger und religiöser Baum
- Farankunko: heiliger und religiöser Hain
- Sitanding Koyoto: heiliger und religiöser Hain
- Taba Tunkuno: historischer Baum